# SRG MT 77
SRG MT 77 ist die Bezeichnung für eine DDR-Rennwagen-Konstruktion aus den 1970er Jahren. Der Namensbestandteil SRG steht dabei für „Sozialistische Renngemeinschaft“, MT für die Konstrukteure Ulli Melkus und Hartmut Thaßler und 77 für das Erscheinungsjahr bzw. das Jahr der ersten echten Renneinsätze 1977. Gefertigt wurden die Rennwagen  von Melkus in Dresden.
Der MT 77 ist zum Teil auf Vorerfahrungen mit den Rennwagenkonstruktionen HTS und SEG aufgebaut. Die Aerodynamik der Karosserie war für seine Zeit und die vorhandenen Mittel und Möglichkeiten in der damaligen DDR nahezu revolutionär (der Entwurf war nur einmal im eigentlich für Flugmodelle bestimmten Windkanal der TU Dresden). Der Rennwagen war bis zum Erscheinen der sowjetischen Estonia-Renner 1986 das Maß der Dinge im osteuropäischen Formel-Rennsport. Er wurde auf Grundlage des Reglements der Formel Easter E1300 konstruiert. Antriebsbasis war der modifizierte und auf ca. 110–120 PS gebrachte Motor des Lada 1300. Das Getriebe stammte vom Wartburg 311.
Der MT 77 gewann seit seinem Erscheinen fast alle DDR-Meistertitel und mehrfach den Pokal für Frieden und Freundschaft der Sozialistischen Länder. Erfolgreiche Rennfahrer waren z. B. Ulli Melkus und Heinz Siegert.
Die Konstruktion der Karosserie offenbarte im Laufe der Zeit aber auch ihre Schwächen, so war der Abtrieb, den die gesamte Oberfläche entwickelte, oft zu hoch, besonders für Modelle mit zu weichen Federn. Die Federn waren wie vieles an diesen Rennwagen durch den Mangel an Material durchaus nicht alle gleich bzw. in gleicher Federrate zu bekommen. Der Abtrieb der Konstruktion konnte nur mit Erhöhung der Vorderachse, Hochschrauben der Federn, oder mit Anstellen der Spitze geringfügig eingestellt werden. So war der MT 77 in gewissem Maße anfälliger für Unterwind als heutige Konstruktionen oder auch schon als der WK82-88 oder der Estonia. Ein schwerwiegender Unfall durch Unterwind ereignete sich beim DDR-Meisterschaftsrennen im Juli 1985 auf dem Sachsenring, als Erhard Tatarczyk am Streckenabschnitt „Heiterer Blick“ auf Gerhardt Friedrich auffuhr und infolge der gegenläufigen Räder vorn hochgeschleudert wurde. Durch den Unterwind verstärkt, überschlug sich der Wagen von Tatarczyk rückwärts. Eine Woche später verstarb Tatarczyk an den Unfallfolgen. Die Sicherheitstechnik der Rennfahrzeuge dieser Zeit in der DDR war nicht mehr auf dem neuesten Stand und die Tatsache, dass sich jeder selbst mit Einfallsreichtum und Beziehungen half, tat ihr Übriges.
Heute wird der MT 77 noch im historischen Rennsport eingesetzt.